# Такеши Кошида
Такеши Кошида (јап. 越田 剛史; Ишикава, 19. октобар 1960) бивши је јапански фудбалер.

## Каријера
Током каријере је играо за Нисан.

## Репрезентација
За репрезентацију Јапана дебитовао је 1980. године. За тај тим је одиграо 19 утакмица.

## Статистика
| Јапан  | Јапан   | Јапан  |
| Година | Наступи | Голови |
| ------ | ------- | ------ |
| 1980.  | 1       | 0      |
| 1981.  | 1       | 0      |
| 1982.  | 7       | 0      |
| 1983.  | 6       | 0      |
| 1984.  | 3       | 0      |
| 1985.  | 1       | 0      |
| Укупно | 19      | 0      |